# Mira Heller
Kazimiera Heller (ur. 28 lutego 1866 lub 1868 lub 1869 w Krakowie, zm. po 1920 w Stanach Zjednoczonych) – polska śpiewaczka operowa sopranistka.

## Życiorys
Była córką urzędnika Władysława Hellera i Marii z Huberów, siostrą Ludwika Hellera – kompozytora i dyrektora teatrów.
Uczyła się w Stanisławowie, a następnie w latach 1887–1892 we Lwowie w szkole Adeliny Paschalis-Souvestre. Później doskonaliła swoje umiejętności w Wiedniu u Pauline Lucci oraz w Paryżu u Mathilde Marchesi i Edmonda Duvernoya.
Debiutowała we Operze Lwowskiej 13 marca 1887 w tytułowej partii Carmen. Przez kilka następnych lat występowała w tym teatrze śpiewając partie mezzosopranowe, między innymi partię Rozyny w Cyruliku sewilskim (24 kwietnia 1891). Wyjeżdżała na gościnne występy do Krakowa, Mediolanu i Wenecji. W sezonie 1891/1892 występowała w operze włoskiej w Odessie i Kijowie. W następnym sezonie występowała w Budapeszcie. Została tam zaangażowana do Wiednia. Szybko jednak zerwała kontrakt, gdyż uważała, że jest niewłaściwie obsadzana w partiach altowych.
Od stycznia do maja 1893 występowała w Teatrze Wielkim w Warszawie śpiewając partie tytułowe w Mignon i Carmen, partie Santuzzy w Rycerskości wieśniaczej, Seliki w Afrykance i Amneris w Aidzie. W tym roku koncertowała także w Łodzi, Petersburgu i Moskwie.
W 1894 wyjechała na kilka miesięcy do Stanów Zjednoczonych, gdzie 10 grudnia 1894 wystąpiła po raz pierwszy w Metropolitan Opera w Nowym Jorku w operze Mignon. Śpiewała również partię Santuzzy w Rycerskości wieśniaczej. W 1895 śpiewała w Petersburgu, w lutym i marcu 1896 w Warszawie, w marcu 1898 w Krakowie. W 1899 występowała we Lwowie.
Ostatni raz występowała w Warszawie od stycznia do marca 1900.
Była drugą żoną dziennikarza Franciszka Olszewskiego. Po ślubie śpiewała publicznie już bardzo rzadko np. w Krakowie w 1902 jako Mira Olszewska.
Po I wojnie światowej wyjechała do Stanów Zjednoczonych, gdzie zmarła. Dokładna data jej śmierci nie jest znana.